# Fiamme nel Texas
Fiamme nel Texas (Trouble in Texas) è un film statunitense del 1937 diretto da Robert N. Bradbury (con lo pseudonimo di R.N. Bradbury)

## Trama
Tex Masters è nel circo del rodeo alla ricerca dei criminali che gli hanno ucciso il fratello e li trova a Middleton. Barker si aspetta che il suo uomo Squint Palmer vinca il premio in denaro, ma quando Tex vince tutti gli eventi, mettono l'ago avvelenato nella sua corda, per farlo morire lentamente.